# Уаллауа (река)
Уаллауа (англ. Wallowa River) — река на северо-востоке штата Орегон в США. Приток реки Гранд-Ронд протяженностью 89 км. Бассейн реки расположен на Колумбийском плато к северу от гор Уаллауа.

## История
Долина Уаллауа была заселена группой Уаллауа индейского племени не-персе. Озеро и его окрестности были гарантированы не-персе в рамках Договора 1855 года. Это продолжалось до открытия золота в этом районе и последующей за этим золотой лихорадки. Конфликт с золотоискателями и другими пришельцами привёл в 1863 году к новым переговорам, в ходе которых государственные агенты стремились сократить резервацию и исключить округ Уаллауа из её границ. Индейцы Уаллауа отклонили предложенный договор и отказался его подписывать. Тем не менее, руководители других групп племени из районов, оставшихся в пределах резервации и не затронутых новыми границами, подписали контракт, что поместило группу Уаллауа за пределами резервации не-персе. К 1877 году давление со стороны новых поселенцев спровоцировало насилие, в том числе убийство поселенцев из Айдахо некоторыми молодыми воинами не-персе. Чтобы не подчиняться американским представлениям о справедливости, молодой вождь Джозеф в октябре 1877 года увёл Уаллауа с их родины. После войны правительство США взяло землю и предоставило её к заселению. Это привело к образованию многих близлежащих городов. После капитуляции вождь Джозеф и индейцы не-персе были изгнаны из этого района.

## География
Река начинается у слияния её восточного и западного истоков, расположенных в южной части округа Уаллауа в парке дикой природы Игл-Кеп в окрестностях одноимённого пика в горах Уаллауа в национальном лесу Уаллауа-Уитмен. Протекает в основном на северо-запад через долину Уаллауа, мимо городов Джозефа, Энтерпрайза и Уаллауа. С ней сливается Минам слева от одноимённого поселения. Через 16 км впадает в Гранд-Ронд на границе округов Уаллауа и Юнион в 16 км к северо-северо-востоку от Элгина и в 130 км от впадения в Гранд-Ронд в Снейк.
Протяжённость реки составляет 89 км. Площадь бассейна — 2 500 км².

## Экология
Река поддерживает популяции радужной форели, чавычи, горного сига и других видов рыбы. Нерка исчезла из  верховьев реки после строительства небольшой плотины на выходе из озера Уаллауа. Дамба была построена с целью повышения уровня озера для хранения воды для орошения полей.